# Кордова (департамент)
Департамент Ко́рдова (ісп. Departamento de Córdoba) — департамент Колумбії, розташований на півночі країни, омивається Карибським морем та межує з департаментами Сукре, Болівар і Антіокія. Територія — 25 020 км² (15-тий за розміром в Колумбії) та населенням 1 472 699 (2005 рік, 9-тий за розміром). Столиця — місто Монтерія.
| Колумбія | Це незавершена стаття з географії Колумбії. Ви можете допомогти проєкту, виправивши або дописавши її. |